# Mijamoto Teruki
Mijamoto Teruki (Hirosima, 1940. december 26. – 2000. február 2.) japán válogatott labdarúgó.
A japán válogatott tagjaként részt vett az 1964. és az 1968. évi nyári olimpiai játékokon.

## Statisztika
| Japán válogatott | Japán válogatott | Japán válogatott |
| Időszak          | Mérk.            | gól              |
| ---------------- | ---------------- | ---------------- |
| 1961             | 5                | 3                |
| 1962             | 7                | 1                |
| 1963             | 5                | 2                |
| 1964             | 2                | 0                |
| 1965             | 4                | 1                |
| 1966             | 5                | 3                |
| 1967             | 5                | 5                |
| 1968             | 4                | 0                |
| 1969             | 3                | 2                |
| 1970             | 12               | 1                |
| 1971             | 6                | 1                |
| Összesen         | 58               | 19               |